# Kammersänger
Kammersänger (ou Kammersängerin para as mulheres cantoras), abreviação: "Ks", significa literalmente "Cantor de câmara". É um título honorífico conferido a cantores líricos de méritos destacados. Historicamente, o título foi outorgado pelos príncipes ou reis quando era denominado Hofkammersänger(in), ou seja: Cantor da Corte. Actualmente, na Áustria outorga-o o Ministério Federal de Educação, Arte e Cultura; em Hamburgo, o Senado da Cidade Livre e Hanseática; em Baviera, o Ministério de Educação, Cultura, Ciência e Arte; e assim nos demais Länder alemães.

## Países
O título dá-se em Alemanha, por parte dos Länder, e em Áustria pelo geral por recomendação das instituições nacionais e locais. Na antiga República Democrática Alemã, algumas salas de concertos eram as que outorgavam esta designação.
O equivalente em Suécia é hovsångare (ou hovsångerska para as mulheres).
É frequente que os e os cantores honrados com o título o anteponham a seu nome, por exemplo: o Kammersänger Wolfgang Schmidt....

## Titulados

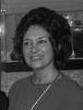
Edda Moser

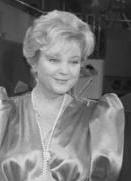
Lucia Popp

Mimi Coertse

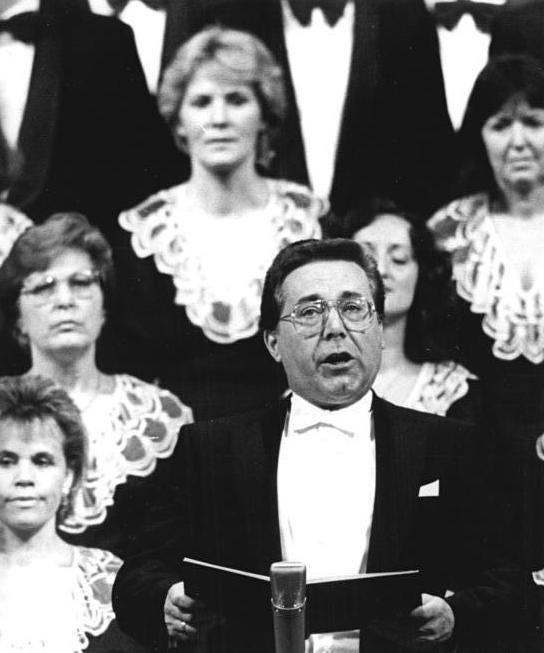
Peter Schreier

Alguns dos destacados cantores de ópera que têm recebido este título honorífico são:

### Vozes femininas
- Lotte Lehmann
- Maria Jeritza
- Viorica Ursuleac
- Maria Cebotari
- Martha Mödl
- Lisa della Casa
- Sena Jurinac
- Agnes Baltsa
- Gundula Janowitz
- Christa Ludwig
- Elisabeth Schwarzkopf
- Edita Gruberova
- Montserrat Caballé, soprano[4]
- Edda Moser, soprano[5]
- Erna Sack, soprano[6]
- Natalie Dessay, soprano[6]
- Lucia Popp, soprano[7]
- Pilar Lorengar, soprano[8]
- Diana Damrau, soprano[9]
- Birgit Nilsson, soprano[10]
- Christel Goltz, soprano
- Anna Tomowa Sintow, soprano[11]
- María Reining, soprano[12]
- Elisabeth Grümmer, soprano[13]
- Mimi Coertse, soprano[14]
- Helen Donath, soprano[15]
- Hilde Zadek, soprano[16]
- Helene Wildbrunn, soprano[17]
- Ljuba Welitsch, soprano[18]
- Rosette Anday, Mezzosoprano[19]
- Evelyn Lear
- Soile Isokoski, soprano[20]
- Bernarda Fink
- Waltraud Meier
- Elina Garanca
- Anja Kampe
- Anja Harteros

### Vozes masculinas
- Josè Carreiras (Tenor)
- Tito Schipa, tenor
- Alfredo Kraus, tenor[21]
- Ramón Vargas, tenor[22]
- Jukka Rasilainen, baixo-barítono[23]
- Josef Manowarda, tenor[24]
- Peter Schreier, tenor[25]
- Peter Lagger, baixo[26]
- Oskar Hillebrandt, barítono[27]
- Vladimir Ruzdjak, tenor[28]
- Carlos Álvarez, barítono[4]
- Wolfgang Schmidt, tenor
- Wolfgang Schöne, baixo-barítono[29]
- Falk Struckmann, baixo-barítono[30]
- Kurt Rydl, baixo[31]
- Andrea Scheibner, baixo-barítono[32]
- Andreas Conrad, tenor[33]
- Otto Wiener, baixo-barítono[34]
- Eberhard Wächter, barítono[35]
- Anton Dermota, Tenor[36]
- Peter Schreier, Tenor[37]
- Theo Adam, baixo-barítono[38]
- José van Dam, baixo-barítono[39]
- Hans Sotin, baixo[40]
- Armin Ude, tenor[41]
- Gustav Neidlinger, baixo-barítono[42]
- Bernd Weikl, barítono[43]
- José Cura, tenor[44]
- Plácido Domingo, tenor
- Kurt Moll, baixo
- Luciano Pavarotti, tenor
- Hermann Prey, barítono
- Juan Diego Flórez, tenor ligeiro